# Gordon B. Hinckley
Pour les articles homonymes, voir Hinckley.
Gordon Bitner Hinckley, né le 23 juin 1910 à Salt Lake City (Utah) et mort dans la même ville le 27 janvier 2008, est le 15e président de l'Église de Jésus-Christ des saints des derniers jours de 1995 à sa mort.
En 1937, il épouse Marjorie Pay, décédée en 2004 après 67 ans de mariage.
Pendant sa présidence, Hinckley voyage beaucoup et rencontre de nombreux journalistes, membres du gouvernement, dirigeants et chefs d'État. Ayant atteint l'âge de 97 ans, il est le président le plus âgé de l'histoire de l'Église jusqu'à ce que Russell M. Nelson le dépasse en âge. 

## Études et mission
Gordon B. Hinckley fait ses études à Salt Lake City et est diplômé de l'université de l'Utah en 1932, après quoi il accomplit une mission en Grande-Bretagne pendant deux ans pour l'Église de Jésus-Christ des saints des derniers jours.

## Cursus dans l'Église de Jésus-Christ des saints des derniers jours

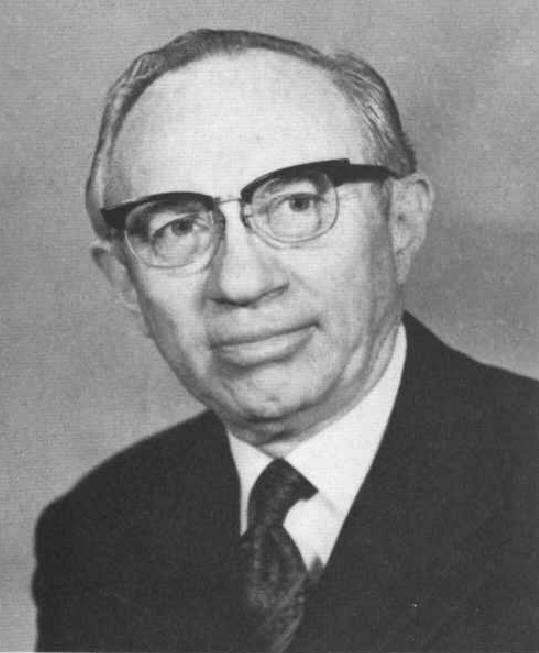
Gordon B. Hinckley, président.

Après sa mission, Gordon B. Hinckley est appelé par le président de l'Église de l'époque, Heber J. Grant, à organiser ce qui deviendra le programme des communications publiques de l'Église. Il dirige le département de la communication de l'Église pendant vingt ans. De 1951 à 1958, il dirige tout le programme missionnaire de l'Église. Il est assistant des douze apôtres de 1958 à 1961, membre du Collège des douze apôtres de 1961 à 1981, conseiller dans la première présidence de 1981 à 1995 et président de l’Église de 1995 à 2008.
Sous sa présidence :
- le nombre de membres de l'Église passe de 9 millions à 13 millions.
- le nombre de temples passe de 27 à 122.
- En 2001, Gordon B. Hinckley présente le projet de fonds perpétuel d'éducation, un programme mis en place peu après et qui fournit des prêts aux étudiants dans les pays en voie de développement.

## Déclarations officielles

### La Famille, déclaration au monde
Au cours de la réunion générale de la Société de secours qui se tient à Salt Lake City le 23 septembre 1995, Gordon B. Hinckey, président de l'Église, lit une déclaration officielle intitulée La famille : déclaration au monde.

### Le Christ vivant, témoignage des apôtres
Sous sa présidence, en 2000, la déclaration officielle : Le Christ vivant : témoignage des apôtres est publiée 
.

## Distinctions universitaires
- Distinguished Citizen Award de la Southern Utah University
- Distinguished Alumni Award de l'université de l'Utah
- Doctorat honoris causa de Westminster College
- Doctorat honoris causa de l'université d'État de l'Utah
- Doctorat honoris causa de l'université de l'Utah
- Doctorat honoris causa de l'université Brigham-Young
- Doctorat honoris causa de l'université du Sud de l'Utah

## Distinctions civiles et autres
- Silver Buffalo Award des Boy Scouts of America
- En 2004, il a reçu, à la Maison-Blanche la médaille présidentielle de la Liberté, la plus haute distinction civile des États-Unis, des mains de George W. Bush
- honoré par l’Association nationale pour le civisme et la justice (anciennement Association nationale des chrétiens et des juifs) pour sa contribution à la tolérance et à la compréhension mutuelles dans le monde.
- distinction pour service éminent de l’Association nationale pour la promotion des gens de couleur[4].

## Publications
- Be Thou an Example, Gordon B.Hinckley
- Discourses of President Gordon B. Hinckley, Volume 1:1995-1999
- Discourses of President Gordon B. Hinckley, Volume 2:2000-2004
- Faith: The Essence of True Religion, G.B. Hinckley
- One Bright Shining Hope, G.B. Hinckley
- Stand a Little Taller: Counsel and Inspiration for Each Day of the Year, G.B. Hinckley
- Standing for Something: 10 Neglected Virtues That Will Heal Our Hearts and Homes, G.B. Hinckley
- Teachings of Gordon B. Hinckley
- Truth Restored, G.B. Hinckley
- Way to Be ! 9 Ways to Be Happy and Make Something of Your Life, G.B. Hinckley
- Go Forward with Faith: The Biography of President Gordon B. Hinckley, Sheri L. Dew